# Jan Luyts

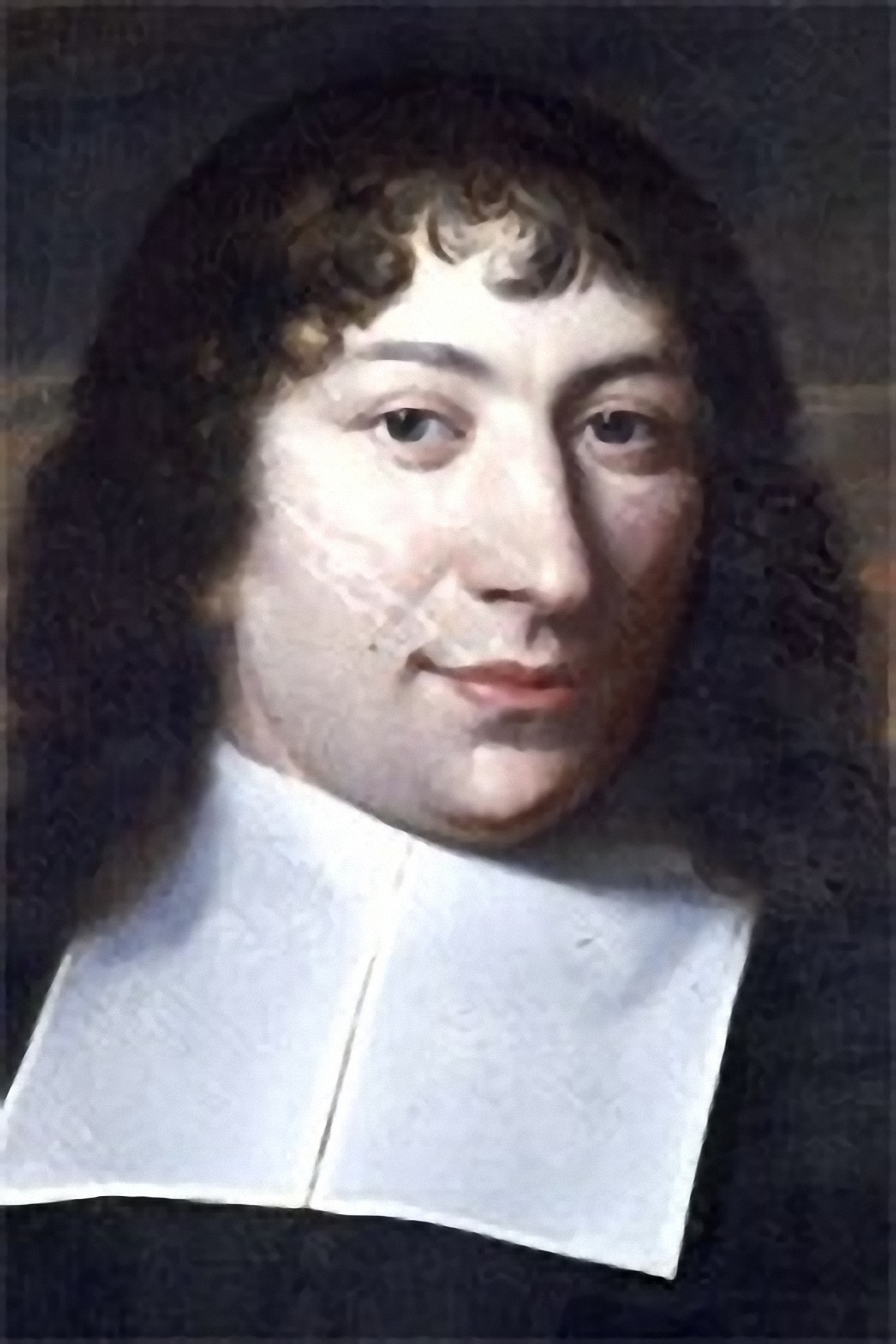
Jan Lutys

Johannes 'Jan' Luyts (Hoorn, 19 september 1655 – Utrecht, 12 maart 1721) was een wis- en natuurkundige uit de Republiek der Zeven Verenigde Nederlanden. Van 1688 tot 1689 was hij rector magnificus van de Universiteit Utrecht.

## Biografie
Luyts volgde een opleiding filosofie aan de Latijnse school. Op 19 juni 1677 promoveerde hij aan de Universiteit van Utrecht, zijn promotor was professor J. de Vries. Op 29 oktober van hetzelfde jaar werd hij aangesteld als buitengewoon hoogleraar in het vakgebied Natuurwetenschapen binnen de Filosofische faculteit aan dezelfde universiteit. Op 9 februari 1680 werd dit omgezet in een benoeming als gewoon hoogleraar. Dit zou hij blijven tot zijn overlijden in 1721. Van 1688 tot 1689 was hij de rector magnificus van deze universiteit.